# Roots Radics
Roots Radics est un groupe jamaïcain de reggae.

## Histoire
Le groupe est fondé en 1978 par Errol « Flabba Holt » Carter (basse), Bingi Bunny (guitare) et Lincoln « Style » Scott (batterie). Ils deviennent un groupe de studio et de scène influent dans le monde du reggae de la première moitié des années 1980, early dancehall ou rub-a-dub.
Les Roots Radics jouent avec, entre autres, Gregory Isaacs, Bunny Wailer, Israel Vibration, etc. et ont également publié des albums sous leur propre nom. Ils sont rejoints par de nombreux musiciens, dont les guitaristes Noel « Sowell » Bailey, Dwight Pinkney et Steve Golding, le claviériste Wycliffe « Steelie » Johnson, le pianiste Gladstone « Gladdy » Anderson et le saxophoniste Headley Bennett En tant que force combinée, les Roots Radics deviennent un groupe de studio et de scène très respecté, qui domine le son dans la première moitié des années 1980. Outre leur propre catalogue, ils ont travaillé avec des artistes tels que Bunny Wailer, Gregory Isaacs, Michael Prophet, Eek-A-Mouse et Israel Vibration.
En 1979, le groupe enregistre les riddims des premières chansons de Barrington Levy pour le producteur Henry « Junjo » Lawes, crédité à l'époque sous le nom de Channel One Stars.
Johnson devient ensuite la moitié du duo de production Steely and Clevie. Bailey décède d'un cancer en juillet 2014, à l'âge de 61 ans Lincoln « Style » Scott est abattu à son domicile le 9 octobre 2014,.

## Membres
- Errol « Flabba Holt » Carter - basse
- Lincoln Valentine « Style » Scott - batterie
- Eric « Bingy Bunny » Lamont - guitare rythmique
- Dwight Pinkney - guitare lead
- Carl « Bridge » Ayton - batterie
- Wycliffe « Steelie » Johnson - clavier
- Cleveland « Clevie » Browne - batterie
- Earl Fitzsimmons- clavier
- Winston Wright - orgue
- Gladstone « Gladdy » Anderson - piano
- Sky Juice - percussions
- David Madden (ex Zapow) - cuivre
- Glen Dacosta (ex Zapow) - cuivre

## Discographie sélective
- Johnny Osbourne meets The Roots Radics - 1980-1981 Vintage (1980-1981)
- King Tubby meets The Roots Radics - Dangerous Dub (1981, réédité en 2001)
- Gregory Isaacs - Night Nurse (1982)
- Bunny Wailer - Roots Radics Rockers Reggae (1983)
- Israel Vibration - Why You So Craven (1982), Free to move (1996), Pay The Piper (1998)
- Roots Radics - Forward Ever, Backward Never (1990)